# Arménie au Concours Eurovision de la chanson 2006
L'Arménie a participé au Concours Eurovision de la chanson 2006 en Finlande, avec pour représentant André. C'était la 1re participation de l'Arménie au concours. Elle a été représentée par la chaîne télévisée Arménie 1.
Lors de la finale, la chanson atteignit la 8e place du classement avec 129 points. À la demi-finale, la chanson a été classée 6e de son groupe avec 150 points.

## Finale
| 12 points                                        | 10 points                                        | 8 points                                                   | 7 points                                         | 6 points    |
| ------------------------------------------------ | ------------------------------------------------ | ---------------------------------------------------------- | ------------------------------------------------ | ----------- |
| 1. Belgique 2. Russie                            | 1. France 2. Grèce 3. Pays-Bas 4. Turquie        | 1. Biélorussie 2. Bulgarie 3. Espagne 4. Israël 5. Ukraine | 1. Chypre 2. Moldavie                            |             |
| 5 points                                         | 4 points                                         | 3 points                                                   | 2 points                                         | 1 point     |
| 1. Pologne                                       |                                                  | 1. Allemagne                                               | 1. Lituanie                                      | 1. Roumanie |
| Nombre total de pays ayant voté pour l'Arménie : | Nombre total de pays ayant voté pour l'Arménie : | Nombre total de pays ayant voté pour l'Arménie :           | Nombre total de pays ayant voté pour l'Arménie : | 17          |
| Total des points :                               | Total des points :                               | Total des points :                                         | Total des points :                               | 129         |